# Monastère de Velika Remeta
Le monastère de Velika Remeta (en serbe cyrillique : Манастир Велика Ремета ; en serbe latin : Manastir Velika Remeta) est un monastère orthodoxe serbe situé dans la région de Syrmie, en Voïvodine. Il est situé près du village de Velika Remeta, dans la municipalité d'Irig. Il fait partie des 16 monastères de la Fruška gora. Il dépend de l'éparchie de Syrmie et figure sur la liste des monuments d'importance exceptionnelle de la république de Serbie (identifiant no SK 1022).
Avec une hauteur de 38,6 m, son beffroi est le plus élevé de Syrmie[réf. nécessaire]. L'église du monastère est dédiée à Saint Dimitri.

## Localisation
Le monastère de Velika Remeta se trouve sur le flanc méridional de la Fruška gora, à une hauteur de 270 m. Il se trouve à environ 5,5 km de la route Belgrade - Novi Sad.

## Histoire

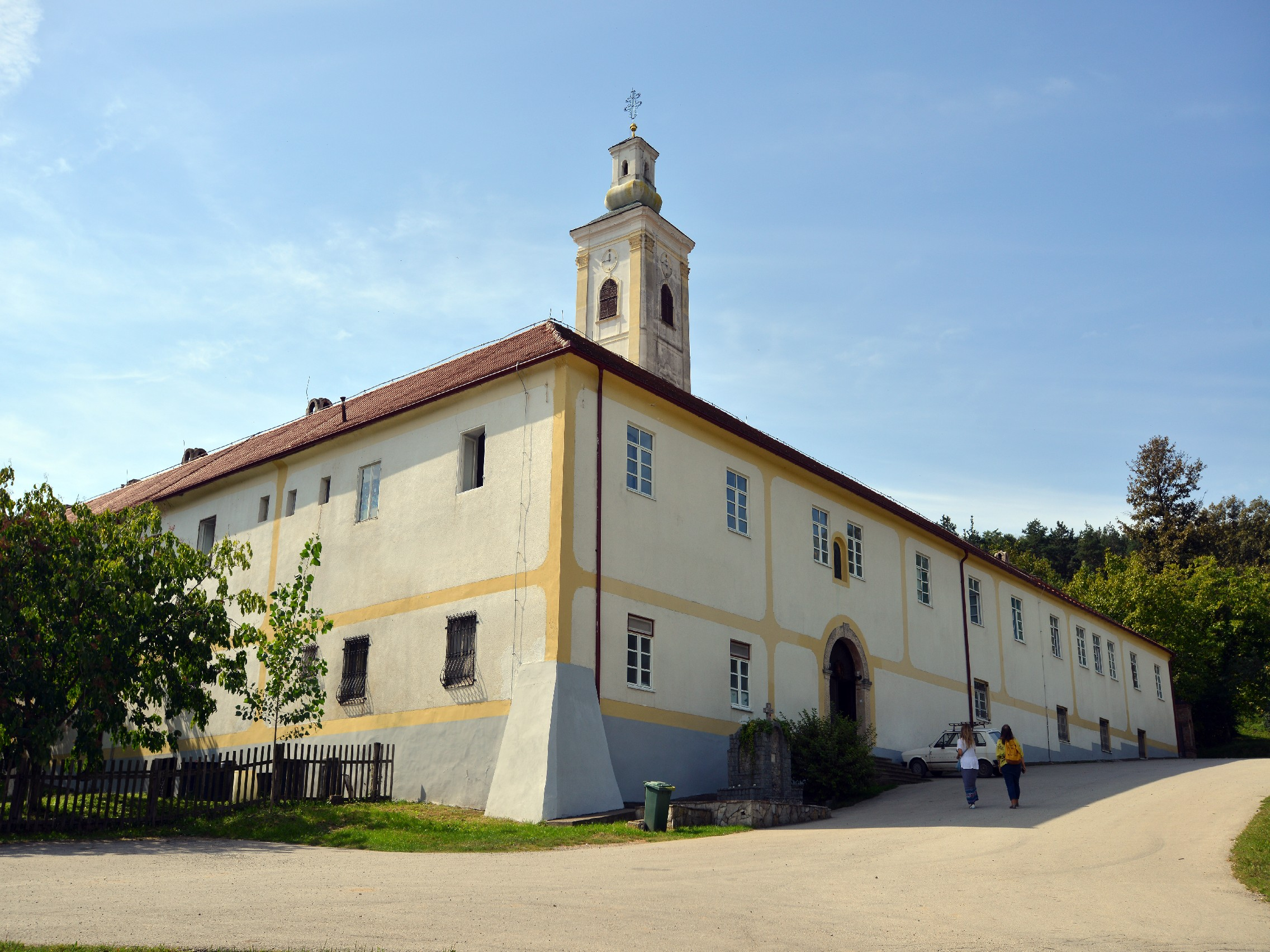
Vue du monastère.

Selon la tradition, il aurait été fondé par le roi Stefan Dragutin mais, plus probablement, à la fin du XVe siècle ou dans les premières décennies du XVIe siècle. Il est mentionné pour la première fois sous le nom de Velika Remeta en 1562. La niche de la façade méridionale de l'édifice a été peinte en 1568. L'iconostase de l'église fut ornée de nouvelles peintures dans la première moitié du XVIIIe siècle, remplaçant les anciennes, réalisées par les peintres russes Leontije Stefanov, Joan Maksimov et Spiridon Grigorev. Cette iconostase fut démontée et dispersée pendant la Seconde Guerre mondiale. Endommagé pendant la guerre, le monastère a ensuite connu deux campagnes de restauration.

## Architecture
L'église du monastère de Velika Remeta se présente sous la forme d'une nef unique, précédée d'un exonarthex et surmontée d'un dôme. Le clocher, ou beffroi, de style baroque, a été ajouté en 1735. Autour de l'église se trouvent les bâtiments de moines, antérieurs au clocher mais adaptés par la suite à son architecture baroque.
Dans l'enceinte du monastère se trouvent deux chapelles ; l'une dédiée à Saint-Jean Baptiste, date du XVIIIe siècle, l'autre, dédiée à la Vierge Marie, date de 1970.